# GAC Trumpchi GA 8

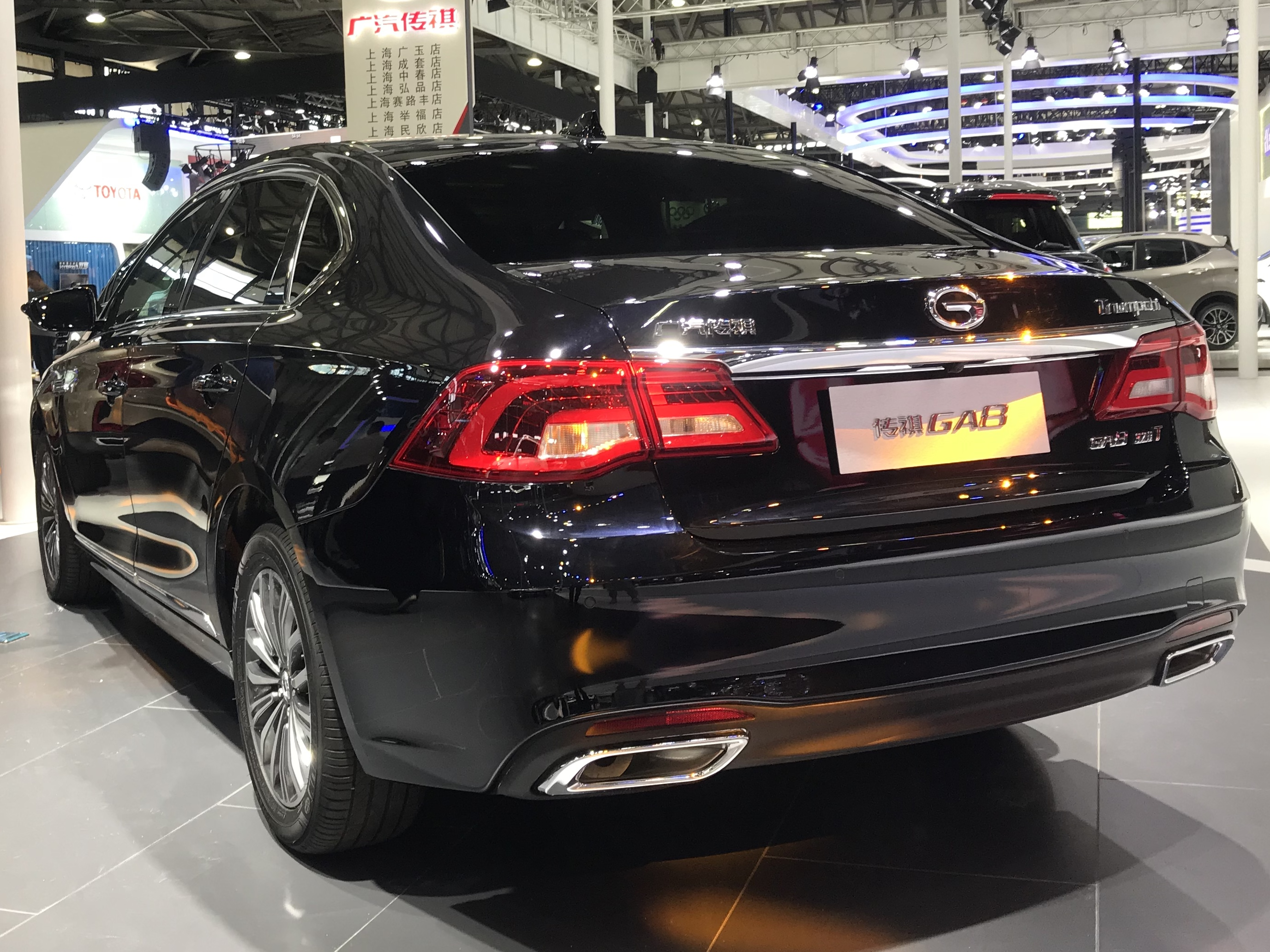
Heckansicht

Der GAC Trumpchi GA 8 ist eine Limousine der oberen Mittelklasse der Submarke GAC Trumpchi der chinesischen Guangzhou Automobile Group.

## Geschichte
Ein seriennahes Fahrzeug für die obere Mittelklasse präsentierte der Hersteller im April 2015 auf der Shanghai Auto Show. Ein Jahr später startete der Verkauf des Serienmodells in China. Ab 2017 wurde der GA 8 auch im Nahen Osten angeboten. Im Juni 2020 wurde ein Facelift der Baureihe eingeführt. Unter anderem kam nun ein 185 kW (252 PS) starker Zweiliter-Ottomotor, der die Abgasnorm China VI erfüllt, zum Einsatz.

## Technische Daten
| Kenngrößen                                  | 280T                         | 320T                         | 390T                         |
| Bauzeitraum                                 | 04/2017–06/2020              | 04/2016–06/2020              | 06/2020–2023                 |
| Motorkenndaten                              |                              |                              |                              |
| Motortyp                                    | R4-Ottomotor                 | R4-Ottomotor                 | R4-Ottomotor                 |
| Hubraum                                     | 1796 cm³                     | 1991 cm³                     | 1991 cm³                     |
| max. Leistung                               | 138 kW (188 PS) bei 5500/min | 145 kW (197 PS) bei 5200/min | 185 kW (252 PS) bei 5250/min |
| max. Drehmoment                             | 280 Nm bei 1750–4500/min     | 300 Nm bei 1600–4500/min     | 390 Nm bei 1750–4000/min     |
| Kraftübertragung                            |                              |                              |                              |
| Antrieb                                     | Vorderradantrieb             | Vorderradantrieb             | Vorderradantrieb             |
| Getriebe                                    | 6-Stufen-Automatikgetriebe   | 6-Stufen-Automatikgetriebe   | 6-Stufen-Automatikgetriebe   |
| Messwerte                                   |                              |                              |                              |
| Leergewicht                                 | 1740–1765 kg                 | 1772–1810 kg                 | 1705–1730 kg                 |
| Höchstgeschwindigkeit                       | k. A.                        | k. A.                        | 210 km/h                     |
| Beschleunigung, 0–100 km/h                  | 10,9 s                       | 9,3 s                        | 7,8 s                        |
| Kraftstoffverbrauch auf 100 km (kombiniert) | 7,8 l Super                  | 7,9 l Super                  | 7,8 l Super                  |
| Tankinhalt                                  | 70 l                         | 70 l                         | 65 l                         |
| Abgasnorm                                   | China V                      | China V                      | China VI                     |